# Tania Matos Grade
Tania Matos Grade (* 16. Mai 1979) ist eine ehemalige luxemburgische Fußballspielerin.

## Karriere
Matos Grade spielte für den FC Mamer 32 in der Dames Ligue 1, der höchsten Spielklasse im luxemburgischen Frauenfußball.
Ihr einziges Länderspiel für die A-Nationalmannschaft bestritt sie am 18. Oktober 2009 in Nes Ziona bei der 1:9-Niederlage im Freundschaftsspiel gegen die Nationalmannschaft Israels als Einwechselspielerin in der 86. Minute.